# Chamaecrista auricoma
Chamaecrista auricoma är en ärtväxtart som först beskrevs av George Bentham, och fick sitt nu gällande namn av Vijendra Singh. Chamaecrista auricoma ingår i släktet Chamaecrista och familjen ärtväxter. Inga underarter finns listade i Catalogue of Life.